# Preludis (Chopin)

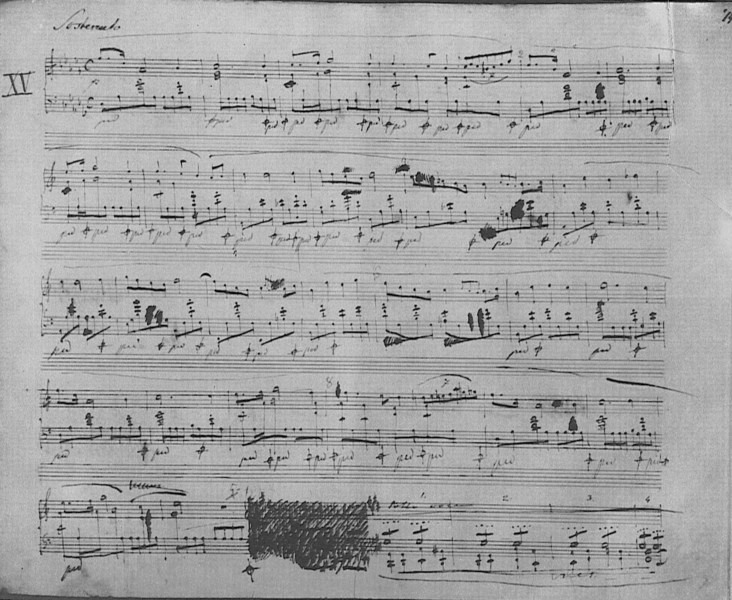
Primera pàgina de la partitura autògrafa del "Preludi op. 28, núm. 15" de Chopin.

Els Preludis per a piano sol compostos per Frédéric Chopin són un conjunt de 24 preludis que conformen l'op. 28 del compositor polonès. Tots ells són peces bastant breus, d'entre trenta segons i cinc minuts de durada; i cada un està escrit en una tonalitat diferent. Chopin té dos preludis més, dels quals un és pòstum i l'altre pertany a l'op. 45.
Chopin va compondre els Preludis de la mateixa manera que Johann Sebastian Bach va estructurar el Clavecí ben temperat. També, Claude Debussy va escriure vint Preludis en dos llibres i Aleksandr Skriabin va compondre els Preludis op. 11.

## La composició dels Preludis

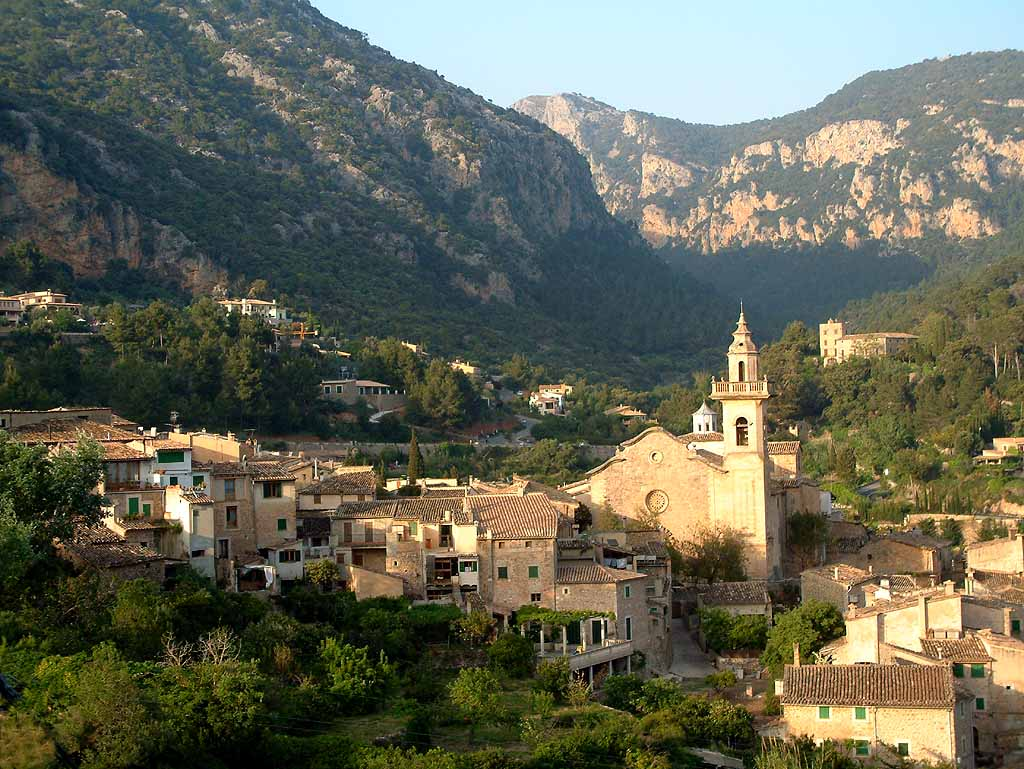
Valldemosa, poble de la Serra de Tramuntana, a Mallorca.

Chopin va compondre els seus preludis entre 1835 i 1839, bastants d'ells en la localitat mallorquina de Valldemossa, on va passar l'hivern de 1838-1839, amb George Sand i els seus fills, per evitar el clima plujós de París. No obstant això, aquest mètode per millorar la seva malaltia no va anar massa bé perquè aquell hivern va ser molt dur a l'illa. A més, van trigar molt a portar-li el seu piano des de França i va haver de conformar-se amb un que li van deixar, que actualment es pot veure a la Cartoixa de Valldemossa, on estaven les seves habitacions. Els Preludis op. 28 van ser publicats per primera vegada l'any 1839.
Encara que el terme preludi s'utilitza generalment per referir a un peça introductòria, els Preludis de Chopin són ja peces completes per si mateixes, fetes totes i cadascuna d'elles per comunicar una idea o un sentiment. Els Preludis de Chopin han estat comparats amb els preludis del Clavecí ben temperat de Bach. No obstant, tots els preludis de Bach precedeixen una fuga en la mateixa tonalitat i estan ordenats cromàticament, mentre que els de Chopin estan ordenats per quintes. Aquesta seqüència de tonalitats segueix la pràctica harmònica habitual; per aquest motiu, es pensa que Chopin podria haver concebut el cicle dels Preludis com una sola obra per a interpretar com un recital, tots seguits. També hi ha experts que pensen ben bé el contrari, i creuen que els preludis són peces individuals i potser concebuts com a possibles introduccions per a altres obres. El mateix Chopin mai va tocar més de quatre dels preludis en els seus concerts públics.

## La crítica de l'època
A causa de la seva aparent falta d'estructura formal i a la seva brevetat, els Preludis van provocar consternació entre els crítics de l'època quan aparegueren publicats. Cap dels preludis dura més de noranta compassos –que són els que té el "Preludi núm 17"–, i el més curt, el núm. 9, només dura 12 compassos. Robert Schumann va dir d'ells que «són esbossos, començaments d'estudis o, per dir-ho, ruïnes, ales individuals d'àguila, tot desordre i confusions salvatges». D'altra banda, l'opinió del seu amic Franz Liszt pot qualificar-se de positiva: «Els Preludis de Chopin són composicions d'un calibre totalment diferent».
En el segle xx, diversos grans intèrprets han enregistrat tot el conjunt; el primer fou Alfred Cortot el 1926.

## Llista dels Preludis
| Núm. | Tempo                | Tonalitat           | Descripció (Notes) | Sobrenoms/epítets |
| ---- | -------------------- | ------------------- | --- | --- |
| 1    | Agitato              | do major            | Aquest petit preludi d'obertura està escrit de dalt a baix en tresets de semicorxera. | AC: "Anticipació febril dels seus éssers estimats" HvB: "Reunió"                                                                                |
| 2    | Lento                | la menor            | El segon preludi presenta un contrast immediat, amb una melodia lenta sobre un acompanyament d'acords de quatre notes amb dues corxeres simultànies. | AC: "Meditació dolorosa; l'allunyat, solitari mar..." HvB: "Pressentiment de la mort"                                                           |
| 3    | Vivace               | sol major           | Tot ell amb una part de baix en semicorxeres que corren. | AC: "El cant del corrent" HvB: "Aquest art és com una flor"                                                                                     |
| 4    | Largo                | mi menor            | Aquest preludi es va interpretar en el funeral de Chopin. Consisteix en una senzilla melodia molt lenta a la mà dreta, que perllonga magistralment la resolució de la tònica. Mentre, a la mà esquerra, hi ha blocs d'acords repetits, que descendeixen cromàticament. | AC: Per sobre d'una tomba HvB: Asfíxia |
| 5    | Molto allegro        | re major            | Conté ostinati exuberants. | AC: "Arbre ple de cançons" HvB: "Incertesa" |
| 6    | Lento assai          | si menor            | Aquest preludi també es va interpretar al funeral de Chopin. La seva melodia malenconiosa apareix principalment a la mà esquerra. | AC: "Enyorança" HvB: "Campanes sonant" |
| 7    | Andantino            | la major            | Escrit en l'estil d'una masurca, en compàs de 3/4. (Utilitzat per Frederic Mompou en les seves Variacions sobre un tema de Chopin) | AC: "Records memorables que floten com un perfum a través de la ment ..." HvB: "El ballarí polonès"                                             |
| 8    | Molto agitato        | fa sostingut menor  | Considerat un dels més difícils, amb un ritme continu de fuses en la mà dreta, i tresets de semicorxera (alternant amb corxeres) a la mà esquerra. Tota la peça empra una polirítmia incessant. | AC: "La neu cau, els vent brama, i la tempesta enfureix; però dins el meu trist cor, la tempesta és el pitjor a contemplar" HvB: "Desesperació" |
| 9    | Largo                | mi major            | Una peça harmònicament densa amb una "perseverant" línia del baix; amb només 12 compassos, és el més curt dels preludis. | AC: veus profètiques HvB: Visió |
| 10   | Molto allegro        | do sostingut menor  | Curt i lluminós, amb l'alternança de tresets i no tresets de semicorxeres a la mà dreta, sobre acords arpegiats en l'esquerra. | AC: Coets que cauen cap avall a la terra HvB: L'arna nocturna                                                                                   |
| 11   | Vivace               | si major            | En compàs de 6/8, és una altra peça que s'executa a pas lleuger, tota ella amb corxeres. | AC: El desig d'una joveneta HvB: La libèl·lula                                                                                                  |
| 12   | Presto               | sol sostingut menor | Presenta un desafiament tècnic amb el seves ràpides corxeres (amb retenció i alliberament) en contrast amb negres a la mà dreta, en un entorn cromàtic. | AC: Passeig nocturn. HvB: El duel. |
| 13   | Lento                | fa sostingut major  | Un dels preludis més llargs. Té una estructura ABA amb un moviment continu d'una sola nota trinada a la mà esquerra i els acords i la melodia a la dreta. | AC: En sòl estranger, sota una nit d'estrelles, pensant en la meva estimada, ara lluny. HvB: Pèrdua.                                            |
| 14   | Allegro              | mi bemoll menor     | Recorda el número 1 per la seva brevetat i la uniformitat de textura. S'interpreta en menys de 30 segons, el més breu de la sèrie. | AC: Por HvB: Mar tempestuós |
| 15   | Sostenuto            | do sostingut major  | El més llarg i, potser, el més famós dels preludis. La melodia principal es repeteix tres vegades; la melodia central, però, és molt més fosca i dramàtica. La tonalitat alterna entre re bemoll major i do sostingut menor. | AC: Però la mort és aquí, a les ombres HvB: Gota d'aigua                                                                                        |
| 16   | Presto con fuoco     | si bemoll menor     | Comença amb sis acords fortament accentuats abans de donar lloc a una mena d'impromptu a la mà dreta. La mà esquerra bàsicament dona suport la mà dreta i va repetint la mateixa melodia. Hi ha consens en considerar aquest preludi com el més difícil de la sèrie. | AC: Descens a l'abisme HvB: Hades |
| 17   | Allegretto           | La bemoll major     | Un dels preludis més llargs. Era el favorit de Clara Schumann. (Mendelssohn va escriure d'ell: "M'encanta i no et puc dir el molt que m'agrada o el perquè, excepte potser que és una peça que, en absolut, mai podria haver escrit!". | AC: Ella em va dir: "T'estimo" HvB: Escena a la plaça de Notre-Dame de París.                                                                   |

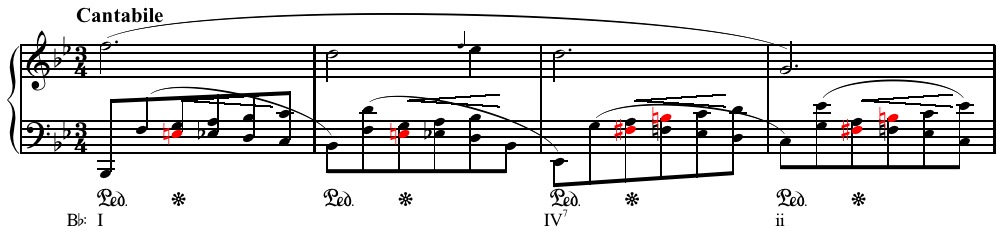
Notes cromàtiques enharmòniques (en vermell) en el Preludi núm. 21, compassos 1–4

| 18   | Molto allegro        | fa menor            | Els desafiaments tècnics es troben principalment en la successió irregular del tempo, cada part més ràpida que l'anterior, executats simultàniament en cada mà, a una octava. Un fortíssim arpegi de cinc octaves ressona en les profunditats dels registres baixos del piano, es desencadena un intens final que culmina amb un acord en doble fortissimo final. | AC: Malediccions divines HvB: Suïcidi |
| 19   | Vivace               | mi bemoll major     | Consisteix en intervals amplis, un continu moviment tresets de corxera en ambdues mans. Alguns pianistes consideren que tècnicament rivalitza amb el núm. 8 i el núm. 16. | AC: Ales, ales, perquè jo pugui venir cap a tu, oh la meva estimada! HvB: Felicitat molt sentida                                                |
| 20   | Largo                | do menor            | Breu, amb majestuosos lents acords de negres en la mà dreta, amb el suport de negres en intervals d'octava a l'esquerra. Sovint se l'anomena el preludi "Acord". Va ser escrit originalment en dues seccions de quatre compassos però Chopin, més tard, va afegir una repetició dels últims quatre compassos amb una dinàmica més suau, amb un fragment molt expressiu abans de la cadència final. (Ferruccio Busoni l'utilitzà com a tema per unes variacions. També Serguei Rakhmàninov, deixant els compassos repetits, el va usar com a tema en les seves Variacions sobre un tema de Chopin, un conjunt de 22 variacions en una àmplia gamma de tonalitats, tempos i longituds. | AC: Funerals HvB: Marxa fúnebre |
| 21   | Cantabile            | si bemoll major     | Mentre que la mà dreta toca una melodia senzilla, l'esquerra executa dobles corxeres en un moviment cromàtic, incloent notes cromàtiques no harmòniques (dissonants), adoptades per la mà dreta també en la segona meitat de la peça. | AC: retorn solitari al lloc de la confessió HvB: Diumenge                                                                                       |
| 22   | Molto agitato        | sol menor           | En compàs de 6/8, comença amb un ritme característic de figures en puntet (corxeres, corxeres amb punt, semicorxeres) que Scriabin més tard va adoptar en els seus primers preludis. | AC: Rebel·lió HvB: Impaciència |
| 23   | Moderato             | fa major            | Domini de la mà esquerra, amb una melòdica espaiosa, mentre la mà dreta toca constantment semicorxeres. | AC: Interpretant fades de l'aigua HvB: Una passeig en barca                                                                                     |
| 24   | Allegro appassionato | re menor            | Comença amb un patró de cinc notes en la mà esquerra. Al llarg de la peça, la mà esquerra segueix aquest patró mentre la mà dreta toca una poderosa melodia marcada per trinats, escales (incloent un ràpid descens en l'escala cromàtica en terceres) i arpegis. La peça acaba amb tres notes profundes sense acompanyament, el re més greu del piano. (La peça s'utilitza al Museu de l'Aixecament de Varsòvia –Muzeum Powstania Warszawskiego– en la conclusió d'una pel·lícula que reconstrueix l'aixecament de Varsòvia el 1944). | AC: De la sang, del plaer terrenal, de la mort HvB: La tempesta                                                                                 |

## Audició
Exemples d'interpretacions de 5 dels preludis de Chopin.
| Preludi op. 28, núm. 4 en mi menor          |
|                                             |
|                                             |
|                                             |
| Preludi op. 28, núm. 15 en re bemoll major  |
|                                             |
| Giorgi Latso                                |
|                                             |
| Preludi op. 28, núm. 16 en si bemoll menor  |
|                                             |
| Giorgi Latso                                |
|                                             |
| Preludi op. 28, núm. 20 en do menor         |
|                                             |
| enregistrament MIDI per Michael Angelkovich |
|                                             |
| Preludi op. 28, núm. 23 en fa major         |
|                                             |
| Giorgi Latso                                |
|                                             |